# Alfred Müller (Turner)

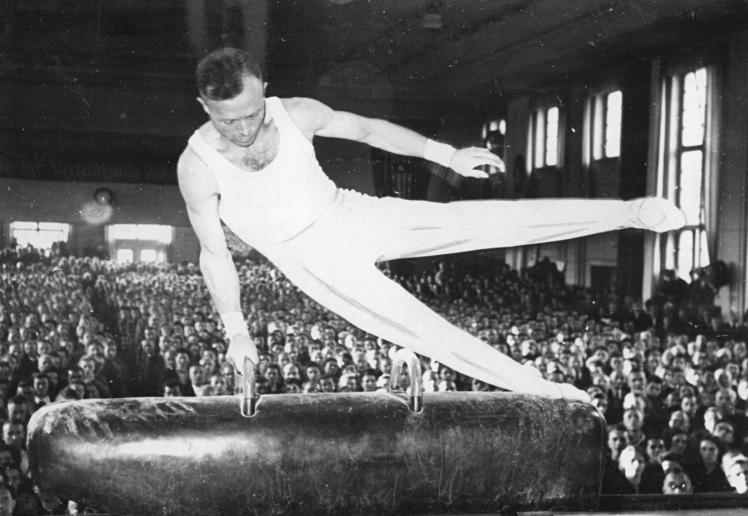
Müller bei den DDR-Meisterschaften

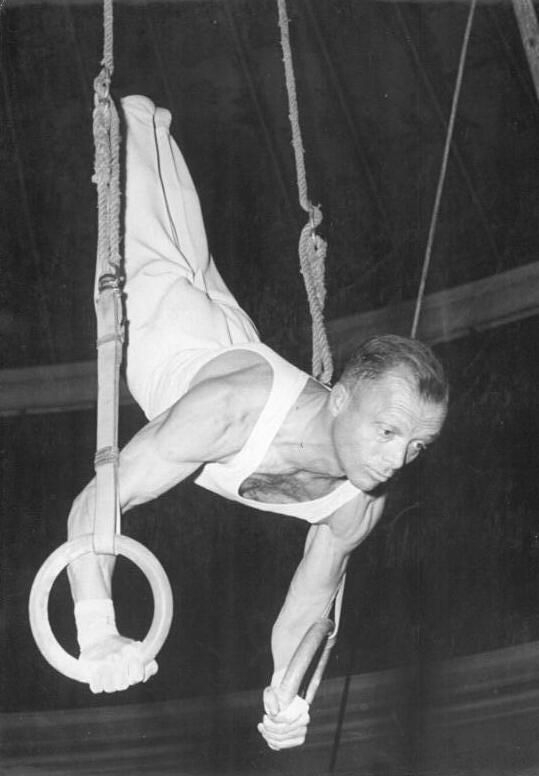
Müller bei einer Ringeübung

Alfred Müller (* 1906; † nach 1952) war ein deutscher Turner, der mehrfach Deutscher Meister wurde.
Am 9. Mai 1937 errang er mit den Turnern des TSV Leuna (neben Müller waren dies Kurt Krötzsch, Arthur Kleine, Kurt Otto und Otto Freier) den zweiten Platz bei den Deutschen Vereinsmeisterschaften in Münster.
1941 belegte er bei den Deutschen Turnmeisterschaften in Karlsruhe den 10. Rang im Einzelmehrkampf.
1942 in Breslau wurde Müller Deutscher Meister am Barren und am Reck, 1943 in Passau Meister an den Ringen und Siebter in der Gesamteinzelwertung.
Er startete für die BSG Chemie Leuna und erzielte in den frühen 1950er Jahren mit über 40 Jahren Erfolge bei DDR-Meisterschaften. Von 1950 bis 1952 war er jeweils DDR-Meister an den Ringen, am Barren sowie am Reck und gewann zudem 1950 und 1952 den Mehrkampf.
Alfred Müller war bei Chemie Leuna auch der erste Übungsleiter im Boxkampfsport.